# ФК Сантос
Фудбалски клуб Сантос (порт. Santos Futebol Clube) је фудбалски клуб из истоименог града у бразилској држави Сао Пауло. Клуб има надимак Пеше (Peixe - „риба“ на португалском језику), иако им је маскота кит, који је морски сисар. Разлог томе што је ово надимак је и чињеница да је Сантос једини већи клуб у држави Сао Пауло који се налази у граду на мору, док су сви остали већи клубови, у унутрашњости државе. Навијачи клуба су такође познати под називом „Сантиниста“.
Клуб су основали 14. априла 1912. године (истог дана када је Титаник ударио у санту леда), тројица спортских ентузијаста (Raimundo Marques, Mário Ferraz de Campos и Argemiro de Souza Júnior) из Сантоса, а до прве државне титуле клуб је дошао након 23 године од оснивања.
Као домаћини играју у потпуно бијелој опреми, а као гости у црно-бијелој мајици са црним шорцем и црним чарапама, иако у клупском статуту стоји да је прва опрема црнобијела мајица са бијелим шорцем и бијелим чарапама.
Најпознатији играч овог клуба, свакако је Пеле који је у Сантосу започео прве фудбалске кораке и играо професионално у њему пуних 17 година, а са њим два пута освајао и Интерконтинентални Куп, 1962. и 1963. године.
Дана 20. јануара, 1998. године, Сантос је постао први и до сада једини тим у фудбалској историји који је постигао више од 10000 голова, а 26. октобра 2005 постигнут је и 11000-ти гол за Сантос, у побједи Сантоса над Васком од 3:1. Рангиран је као пети у листи ФИФА најбољих клубова 20. века.

## Титуле

### Међународна такмичења

#### Свијет
- Интерконтинентални Куп (2): 1962 и 1963.
- Recopa Mundial (некадашњи свјетски суперкуп) (1): 1968.

#### Америка
- Копа Либертадорес (3): 1962, 1963 и 2011.
- Recopa Sul-Americana (некадашњи јужноамерички суперкуп) (1): 1968.
- КОНМЕБОЛ Куп (1): 1998.

### Бразил
- Серија А (8): 1961, 1962, 1963, 1964, 1965, 1968, 2002 и 2004.
- Куп Бразила (1): 2010.
- Таса де Прата (1): 1968.
- Трофеј Бразила (5): 1961, 1962, 1963, 1964, 1965.
- Турнир Рио-Сао Пауло (5): 1959, 1963, 1964, 1966, 1997.
- Државно првенство Сао Паула (18): 1935, 1955, 1956, 1958, 1960, 1961, 1962, 1964, 1965, 1967, 1968, 1969, 1973, 1978, 1984, 2006, 2007 и 2010.
- Државни куп Сао Паула (1): 2004.

## Познати бивши играчи
- Дејан Петковић
- Дијего
- Зе Роберто
- Нејмар
- Пеле
- Рикардињо
- Робињо